# Oxford City FC
Oxford City Football Club is een voetbalclub uit de Engelse plaats Oxford. De thuiswedstrijden worden gespeeld op Court Place Farm, een stadion in Marston met een capaciteit van ongeveer 2000 plaatsen, waarvan 250 zitplaatsen.  
Hoogtepunt in de clubgeschiedenis was het seizoen 2023/24, toen het uitkwam in de National League, net onder de Football League.  De divisie, met voornamelijk professioneel opererende teams, bleek een brug te ver en Oxford City degradeerde in 2024 als hekkensluiter terug naar het zesde niveau.

## Geschiedenis
De club speelde haar eerste wedstrijd op 15 maart 1884 bij Thame Grammar School, waar het met 4-2 verloor. In de beginjaren diende Oxford City als gelegenheidsteam bestaand uit spelers van andere clubs uit de stad. In 1896 vond er een grote herstructurering plaats die de club heroprichtte in zijn huidige vorm. In 1906 werd de FA Amateur Cup gewonnen, toen in de finale Bishop's Auckland met 3–0 werd verslagen. 
Een jaar later sloot Oxford City aan bij de Isthmian Football League, waar ze uiteindelijk tachtig jaar in zouden spelen. Ondanks dat ze nooit de Isthmian League wonnen, eindigden de Hoops wel twee keer als tweede, in 1934/35 en iets meer dan tien jaar later in 1945/46. Hoewel het voetbal tijdens de oorlogsjaren grotendeels stil lag slaagde Oxford City erin om een sterke ploeg samen te stellen die deelnam aan de oorlogscompetitie onder het aanvoerderschap van Percy James. Na de oorlog sloten veel spelers zich aan bij professionele ploegen waardoor de club in de jaren 1950 in verval raakte. In 1954 werd de ploeg zelfs laatste. De club kreeg een waarschuwing van de Isthmian Football League dat de prestaties zouden moeten verbeteren als ze lid van de competitie wilden blijven.
De resultaten van Oxford City verbeterden op tijd en ze konden lid blijven van de Isthmian League. Ook de prestaties in de bekercompetities verbeterden. Zo werd in de jaren zestig vijfmaal op rij de eerste ronde van de FA Cup bereikt. In 1969/70 reikte Oxford City zelfs tot de tweede ronde, waarin het aantrad tegen Swansea Town.
In 1980 kwam Oxford City landelijk in het nieuws nadat het WK-winnaar Bobby Moore had weten te strikken als hoofdtrainer, daar waar Harry Redknapp zijn assistent werd. In de praktijk pakte de verhuizing voor beide partijen niet goed uit, want Moore & Redknapp slaagden er niet in om Oxford City van degradatie te redden. Het seizoen daarop leidden ze City naar een zevende plaats in de Isthmian League Division 1 en Moore verliet de club aan het einde van het seizoen.
In de jaren tachtig degradeerde de ploeg tweemaal naar Division One van de Isthmian League, maar in 1988 zou het nog erger worden voor de club. Oxford City verloor het recht om te mogen spelen op de White House Ground, het onderkomen van destijds, en de club trok zich noodgedwongen terug uit de Isthmian League. Een aantal seizoenen runde de club vervolgens alleen een jeugdteam. In 1990 kwam Oxford City terug in het seniorenvoetbal en sloot zich aan bij de South Midlands League Division One. Nieuwe thuisbasis werd Cutteslowe Park. In hun eerste seizoen promoveerden ze dankzij een derde plaats direct van Division One naar de Premier Division. Na het kampioenschap in 1993 sloot Oxford City weer aan bij de Isthmian Football League, in de recent opgerichte Division Three. Dit viel ook samen met de opening van hun huidige stadion, Court Place Farm. 
Drie promoties in drie seizoenen zorgden ervoor dat Oxford City in 1996 weer was teruggekeerd in de Premier Division van de Isthmian League. Een jaar eerder had de ploeg de finale bereikte van de FA Vase, maar op Wembley werd verloren van Arlesey Town. In 2004 verruilde de ploeg de Isthmian League voor Southern Football League. Hier zou het (met uitzondering van één seizoen in de Spartan South Midlands League) tot 2012 in uitkomen. In 2012 promoveerden de Hoops voor het eerst naar de Football Conference North, een divisie waar ze drie jaar in zouden doorbrengen.
Oxford City eindige op plek tien in hun eerste seizoen in de Conference North. Het volgende seizoen eindigde de ploeg derde van onder, wat normaal gesproken degradatie zou betekenen. Dankzij de vrijwillige degradatie van Vauxhall Motors FC mocht Oxford City blijven. Een verhuizing naar de National League South volgde na drie seizoenen North vanwege betere reistijden. In 2023 promoveerde de club voor de eerste keer naar de National League. De divisie, met voornamelijk professioneel opererende teams, bleek een brug te ver en Oxford City degradeerde in 2024 als hekkensluiter terug naar het zesde niveau.
Alfreton Town ·
Brackley Town ·
Buxton ·
Chester ·
Chorley ·
Curzon Ashton ·
Darlington ·
Farsley Celtic ·
Hereford ·
Kidderminster Harriers ·
King's Lynn Town ·
Leamington ·
Marine ·
Needham Market ·
Oxford City ·
Peterborough Sports ·
Radcliffe ·
Rushall Olympic ·
Scarborough Athletic ·
Scunthorpe United ·
South Shields ·
Southport ·
Spennymoor Town ·
Warrington Town